# Nothocercus
Nothocercus – rodzaj ptaków z rodziny kusaczy (Tinamidae).

## Zasięg występowania
Rodzaj obejmuje gatunki występujące w Ameryce Centralnej i Południowej.

## Morfologia
Długość ciała 32–41 cm; masa ciała 850–1000 g.

## Systematyka

### Nazewnictwo
Nothocercus: gr. νοθος nothos – fałszywy, nieprawdziwy; κερκος kerkos – ogon.

### Podział systematyczny
Do rodzaju należą następujące gatunki:
- Nothocercus julius – kusacz rdzawogłowy
- Nothocercus bonapartei – kusacz górski
- Nothocercus nigrocapillus – kusacz ciemnogłowy